# NXT Arrival
NXT Arrival fue un evento pago por visión producido por la empresa de lucha libre profesional WWE. El evento era exclusivo de la marca NXT.

## Resultados
NXT Arrival tuvo lugar el 27 de febrero de  2014 desde el WWE Performance Center en la Universidad Full Sail de Florida, y fue el primer evento trasmitido en vivo por el WWE Network. el tema de este evento fue "Roar of the Ground" de CFO$.
- Dark Match: Mason Ryan derrotó a Sylvester Lefort.
  - Ryan cubrió a Lefort.
- Cesaro derrotó a Sami Zayn. (23:03)
  - Cesaro cubrió a Zayn después de un «Neutralizer».
  - Después de la lucha, Cesaro y Zayn se abrazaron en señal de respeto.
- Mojo Rawley derrotó a CJ Parker. (3:21)
  - Rawley cubrió a Parker después de un «Hyper Drive».
- The Ascension (Konnor & Viktor) derrotaron a Too Cool (Grand Master Sexay & Scotty 2 Hotty) y retuvieron los Campeonatos en Parejas de NXT. (6:39)
  - Konnor cubrió a Hotty después de un «Fall of Man».
- Paige derrotó a Emma y retuvo el Campeonato Femenino de NXT. (13:00)
  - Paige forzó a Emma a rendirse con un «PTO»
  - Después de la lucha, Paige y Emma se dieron la mano en señal de respeto.
- Tyler Breeze y Xavier Woods terminaron sin resultado. (0:35)
  - La lucha terminó sin resultado después que Alexander Rusev atacara a ambos luchadores.
- Adrian Neville derrotó a Bo Dallas en un Ladder Match y ganó el Campeonato de NXT. (15:41)
  - Neville ganó la lucha tras descolgar el campeonato.